# Waldemar Rozynkowski
Waldemar Rozynkowski (ur. 26 października 1968 w Chełmnie) – polski diakon rzymskokatolicki, mediewista, profesor nauk humanistycznych, wykładowca Uniwersytetu Mikołaja Kopernika w Toruniu.

## Życiorys
Absolwent Liceum Ogólnokształcącego w Chełmży. W 1992 ukończył studia historyczne na Uniwersytecie Mikołaja Kopernika w Toruniu. W 1995 ukończył studia teologiczne w Studium Życia Rodzinnego Kolegium Teologicznego Diecezji Toruńskiej. W latach 1992–1994 pracował jako nauczyciel w szkołach podstawowych w Toruniu. Następnie pracownik naukowy Wydziału Nauk Historycznych UMK w Toruniu.
W 1999 obronił doktorat w Instytucie Historii i Archiwistyki Uniwersytetu Mikołaja Kopernika w Toruniu i został adiunktem. W 2007 uzyskał habilitację, w 2011 roku stanowisko profesora uczelni Uniwersytetu Mikołaja Kopernika w Toruniu, a w 2014 nominację prezydencką. Był dyrektorem Instytutu Historii i Archiwistyki Uniwersytetu Mikołaja Kopernika w Toruniu.
Specjalista w zakresie badań nad państwem zakonu krzyżackiego, historii zakonów i zgromadzeń zakonnych oraz dziejów religijności w średniowieczu.
Od 2011 diakon stały w diecezji toruńskiej. Jest wicedyrektorem Wydziału Duszpasterskiego Kurii Diecezjalnej Toruńskiej, przewodniczącym Rady Ruchów i Stowarzyszeń Katolickich Diecezji Toruńskiej oraz referentem Referatu Ruchów i Stowarzyszeń Kurii Diecezjalnej Toruńskiej. Pełni też w diecezji toruńskiej funkcję moderatora formacji ds. posług stałych.
Jest przewodniczącym Komitetu Okręgowego Olimpiady Historycznej.
W maju 2024 roku został wybrany na dziekana Wydziału Nauk Historycznych UMK.